# Painesville
Pour les articles homonymes, voir Paynesville.
La ville de Painesville est le siège du comté de Lake, situé dans l'État de l'Ohio, aux États-Unis.

## Économie
Les principaux employeurs sont la ville, le gouvernement du comté et l'enseignement.
Des entreprises de fabrication de haute technologie sont implantées localement :
Avery Dennison - dont le siège est à Glendale (Californie), l'usine de Painesville est spécialisée dans la fabrication d'étiquettes, le papier spécial, le moulage de films en vinyle, ainsi que d'autres produits.
Mar-Bal Corp. - spécialisée dans la fabrication de thermoplastique, moulage par injection et la finition. Son siège et son département R&D sont situés à Chagrin Falls ; son usine de Painesville emploie environ 200 personnes. Elle est citée dans les sociétés les plus prospères dans le magazine Inc. en 2013.
Elle a d'autres sites en Chine et un bureau de vente à Shanghai.
Lubrizol - une société spécialisée dans la chimie et la pétrochimie détenue à 100% par Berkshire Hathaway depuis 2011. L'usine de Painesville emploie 350 personnes et 1200 employés supplémentaires à proximité de  Wickliffe, Ohio (sa société siège social) et 4 700 dans tout le pays. Parmi ses produits, on trouve l'agent gélifiant utilisé pour fabriquer le désinfectant pour les mains.
AeroControlex - fabricant de vannes de commande, de pompes et d'ensembles de commande pour les industries telles que l'aérospatiale, la marine et la production d'énergie nucléaire. Il appartient à TransDigm Group. Le site de Painesville est la division Aero Fluid Products.
Guyer Precision, Inc. - fabricant sous contrat de pièces usinées de haute précision commande numérique par ordinateur pour l'industrie automobile, aérospatiale et autres,.
Eckart America - propriété de la société chimique allemande Altana, produit des pigments métalliques brevetés, pigments pour peintures et revêtements, arts graphiques, industries pyrotechniques et autres.
L'installation de Painesville est le centre de fabrication d'encre et d'arts graphiques d'Eckart.
Meritec - Systèmes et connecteurs embarqués d'interconnexion électrique et électronique hautes performances pour les industries de l'aérospatiale, de la défense, de l'automobile et des dispositifs médicaux.